# Walajapet
Walajapet (o Walaja) è una suddivisione dell'India, classificata come municipality, di 29.472 abitanti, situata nel distretto di Vellore, nello stato federato del Tamil Nadu. In base al numero di abitanti la città rientra nella classe III (da 20.000 a 49.999 persone).

## Geografia fisica
La città è situata a 12° 55' 60 N e 79° 22' 60 E e ha un'altitudine di 159 m s.l.m..

## Società

### Evoluzione demografica
Al censimento del 2001 la popolazione di Walajapet assommava a 29.472 persone, delle quali 14.739 maschi e 14.733 femmine. I bambini di età inferiore o uguale ai sei anni assommavano a 3.201, dei quali 1.678 maschi e 1.523 femmine. Infine, coloro che erano in grado di saper almeno leggere e scrivere erano 21.960, dei quali 11.877 maschi e 10.083 femmine.